# Turdoides gularis
Turdoides gularis е вид птица от семейство Leiothrichidae.

## Разпространение
Видът е разпространен в Мианмар.